# دانیلا آوانسینی
دانیلا آندره‌آ آوانسینی یورنته (اسپانیایی: Daniela Andrea Avanzini Llorente‎؛ زادهٔ ۱ ژوئیه ۲۰۰۴) که با نام هنری دانیلا شناخته می‌شود، خواننده و رقصندهٔ آمریکایی است. او فعالیت حرفه‌ای خود را به عنوان رقصنده آغاز کرد و به جمع ۱۰ فینالیست برتر فصل سیزدهم برنامهٔ رقابتی فکر می‌کنی می‌تونی برقصی؟ راه یافت. دانیلا به عنوان خواننده، فعالیت خود را از طریق عضویت در گروه دخترانهٔ کتس‌آی آغاز کرد؛ گروهی که در جریان برنامهٔ واقع‌نمای دریم آکادمی در سال ۲۰۲۳ و توسط هایب یوام‌جی و گفن رکوردز تشکیل شد.

## زندگی اولیه
دانیلا آوانسینی در ۱ ژوئیه ۲۰۰۴ در آتلانتا، جورجیا، ایالات متحده به دنیا آمد. مادرش آنا یورنته اصالتاً اهل هاوانا، کوبا است و پدرش رافائل آوانسینی نیز اصالتی ونزوئلایی دارد. هر دوی آن‌ها در سنین پایین به ایالات متحده مهاجرت کردند. با توجه به این‌که هر دو والدینش رقصندهٔ حرفه‌ای لاتین در سبک بال‌روم و مربی رقص ورزشی بودند، دانیلا از همان کودکی با موسیقی و رقص آشنا شد و از سه سالگی یادگیری رقص ورزشی را آغاز کرد. از جمله نکات برجستهٔ پیشینهٔ خانوادگی او، می‌توان به این موضوع اشاره کرد که مادرش نخستین فرد کوبایی بود که موفق به کسب قهرمانی جهانی در رشتهٔ رقص بال‌روم شد. دانیلا در سال‌های نوجوانی برای پیگیری حرفه‌ای رقص، به لس آنجلس نقل مکان کرد. او به زبان‌های انگلیسی و اسپانیایی مسلط است.

## حرفه

### ۲۰۱۱–۲۰۱۵: رقابت‌های رقص، امریکاز گات تلنت، د کویین لطیفه شو و فکر می‌کنی می‌تونی برقصی؟
فعالیت حرفه‌ای دانیلا آوانسینی در زمینهٔ رقص با شرکت در رقابت‌های محلی در آتلانتا، ایالات متحده آغاز شد، اما او خیلی زود پا به عرصهٔ رقابت‌های بین‌المللی گذاشت. در سال ۲۰۱۱، زمانی که تنها ۷ سال داشت، توانست به‌عنوان نایب قهرمان در مسابقهٔ بین‌المللی سوپر کیدز یوروپ انتخاب شود. در سال ۲۰۱۳، دانیلا به همراه شریک رقص خود یاشا یلتوخین به‌عنوان رقصندهٔ سامبا به مرحلهٔ Vegas Rounds در فصل هشتم برنامهٔ تلویزیونی آمریکاز گات تلنت راه یافت. او همچنین در برنامهٔ فکر می‌کنی می‌تونی برقصی؟: نسل بعدی شرکت کرد، اما به‌عنوان نخستین شرکت‌کننده حذف شد و جایگاه دهم را به دست آورد.
فراتر از مسابقات رقص، آوانسینی به همراه یاشا یلتوخین در بخش «بااستعدادترین کودکان آمریکا» در برنامهٔ د کویین لطیفه شو حضور یافت. او همچنین به‌عنوان مدل و بازیگر کودک در تبلیغات تلویزیونی فعالیت کرده، از جمله برای برند Haverty's Furniture در هفت سالگی. در سال ۲۰۲۱، دانیلا در فیلم مستقل جورجیا اسکای ایفای نقش کرد و نقش یک رقصندهٔ جوان را بر عهده داشت. او در دوران کودکی، علاقه‌اش به موسیقی را نیز دنبال می‌کرد.
از یازده سالگی، دانیلا شروع به انتشار ویدئوهایی از خود در شبکه‌های اجتماعی کرد که در آن‌ها آواز می‌خواند و با یوکلِلی خود را همراهی می‌کرد.

### ۲۰۱۶–۲۰۲۱: رقص حرفه‌ای، «دراماتیک» و واندراما
در سال ۲۰۲۰، آوانسینی در اپیزودی با عنوان «Capital District Pipe, Chef Quani, Daniela Avanzini» از نسخهٔ جدید برنامهٔ تلویزیونی کودکانهٔ آمریکایی واندراما به‌عنوان مهمان رقص حضور یافت. او در این برنامه، یک رقص با کورئوگرافی توسط خود را اجرا کرد که تلفیقی از سبک‌های سالسا، هیپ‌هاپ، آکروباتیک و جاز بود.
در سال ۲۰۲۱، او در موزیک ویدئوی «دراماتیک» از خوانندهٔ نوجوان آمریکایی متی‌بی‌رپس حضور پیدا کرد.

### ۲۰۲۱–اکنون: دریم آکادمی و آغاز فعالیت با کتس‌آی
در سال ۲۰۲۱، دانیلا در فراخوان جهانی شرکت‌های هایب کورپوریشن و گفن رکوردز با نام د دبیو: دریم آکادمی شرکت کرد؛ مسابقه‌ای واقع‌نما که با هدف تشکیل یک «گروه دخترانهٔ جهانی» برگزار می‌شد. ویدئوی ارسال‌شدهٔ او، که مهارت‌های خوانندگی و رقصش را به نمایش می‌گذاشت، توجه داوران را جلب کرد و باعث شد در میان ۲۰ شرکت‌کنندهٔ برتر انتخاب شود. او در نهایت جایگاه سوم این رقابت را به‌دست‌آورد و توانست عضوی از گروه دخترانهٔ کتس‌آی شود. با این اتفاق، دانیلا به نخستین هنرمند با تبار آمریکای لاتین تبدیل شد که با هایب کورپوریشن قرارداد رسمی امضا کرده است.